# 東大阪市立長瀬中学校
東大阪市立長瀬中学校（ひがしおおさかしりつ ながせちゅうがっこう）は、大阪府東大阪市大蓮北四丁目にある公立中学校。

## 概要
1965年に布施市立第三中学校（現在の東大阪市立金岡中学校）より分離開校した。
バスケットボール部の活動が特に盛んで、過去に全国中学校バスケットボール大会男子の部で1985年、1986年と2年連続優勝し、1988年は準優勝した。また女子バレーボール部も活動が盛んである。

## 沿革
- 1966年4月1日 - 布施市立長瀬中学校として開校。2年生が布施市立第三中学校より移籍。
- 1967年2月1日 - 布施市など3市合併で東大阪市が発足したことに伴い、東大阪市立長瀬中学校に改称。

## 通学区域
- 東大阪市立長瀬南小学校、東大阪市立大蓮小学校、東大阪市立大蓮東小学校の通学区域。

東大阪市 大蓮北1丁目-4丁目、衣摺4丁目4番地-11番地、大蓮南1丁目-5丁目、大蓮東3丁目・5丁目、大蓮東4丁目1番地-11番地。

## 交通
- 近鉄大阪線 弥刀駅 西へ約1.4km。
- おおさか東線 JR長瀬駅 南へ約1.5km。
- おおさか東線 新加美駅 北へ約1.6km。